# The Invisible Circus
The Invisible Circus é um filme americano de 2001, do gênero drama, dirigido por Adam Brooks e baseado no livro homônimo de Jennifer Egan.

## Sinopse
Os dias dos sonhos de Phoebe O'Connor's na Califórnia estão acabados. Perdida e confusa em uma São Francisco pós-amor livre a teimosa e jovial Phoebe (Jordana Brewster) decide desvendar o mistério do suicídio de sua irmã (Cameron Diaz) em Portugal. Na sua busca desesperada por respostas, Phoebe é forçada a enfrentar não somente o passado como também verdades pertubadoras sobre o seu próprio futuro. Ela se apaixona pelo namorado de sua irmã e eles viajam juntos a Portugal. Lá, ela finalmente descobre a causa da morte de sua irmã e volta para casa.

## Elenco
| Ator                  | Papel                   |
| --------------------- | ----------------------- |
| Cameron Diaz          | Faith O'Connor          |
| Jordana Brewster      | Phoebe O'Connor         |
| Christopher Eccleston | Wolf                    |
| Blythe Danner         | Gail O'Connor           |
| Camilla Belle         | Phoebe O'Connor (jovem) |
| Patrick Bergin        | Gene                    |
| Moritz Bleibtreu      | Eric                    |
| Isabelle Pasco        | Claire                  |